# BMW R 90 S

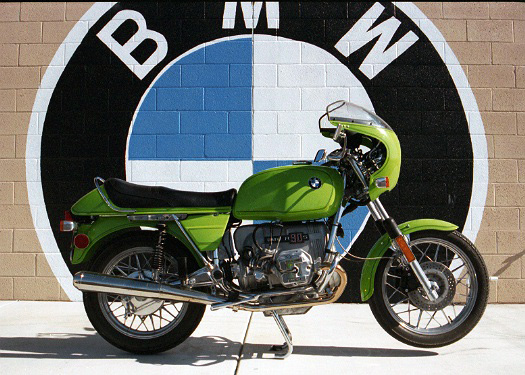
BMW R 90 S mit Krauser-Vierventilkopf und nicht serienmäßiger Lackierung

Die BMW R 90 S ist ein Motorrad von BMW mit Zweizylinder-Viertakt-Boxermotor. Die Maschine mit 898 cm³ Hubraum und 49 kW (67 PS) Leistung war das Spitzenmodell der sogenannten „Strich-Sechs“-Baureihe. Insgesamt 17.465 R 90 S wurden hergestellt.
Dieser Artikel behandelt auch die anderen Modelle der /6er-Serie mit geringerem Hubraum (R 60/6, R 75/6) und die unverkleidete R 90/6.  Vorgänger waren die /5-Modelle.

## Geschichte
Die R 90 S und ihre kleineren Schwestermodelle R 90/6, R 75/6 und R 60/6 wurden von 1973 bis 1976 hergestellt und waren Nachfolger der „Strich-Fünf“-Baureihe (R 50/5, R 60/5 und R 75/5). Mit knapp 200 km/h war die R 90 S eines der schnellsten Serienmotorräder der Welt. Sie entsprang den Bemühungen von BMW, den stärkeren Motorrädern der Konkurrenz (z. B. Norton Commando, Moto Guzzi V7 Sport, Laverda 1000, Kawasaki Z1, Honda CB 750 Four, Harley-Davidson 1000) Paroli zu bieten.
Zeitgleich wurden im BMW-Werk Berlin auch die im Wesentlichen fahrwerks- und ausstattungsgleichen hubraumkleineren Modelle R 75/6 (37 kW) als Nachfolger der R 75/5, und die R 60/6 (30 kW) als Nachfolger der R 60/5 gebaut. Ein Modell mit 500 cm³ Hubraum als direkten Nachfolger der 24 kW (33 PS) starken R 50/5 gab es nicht mehr.

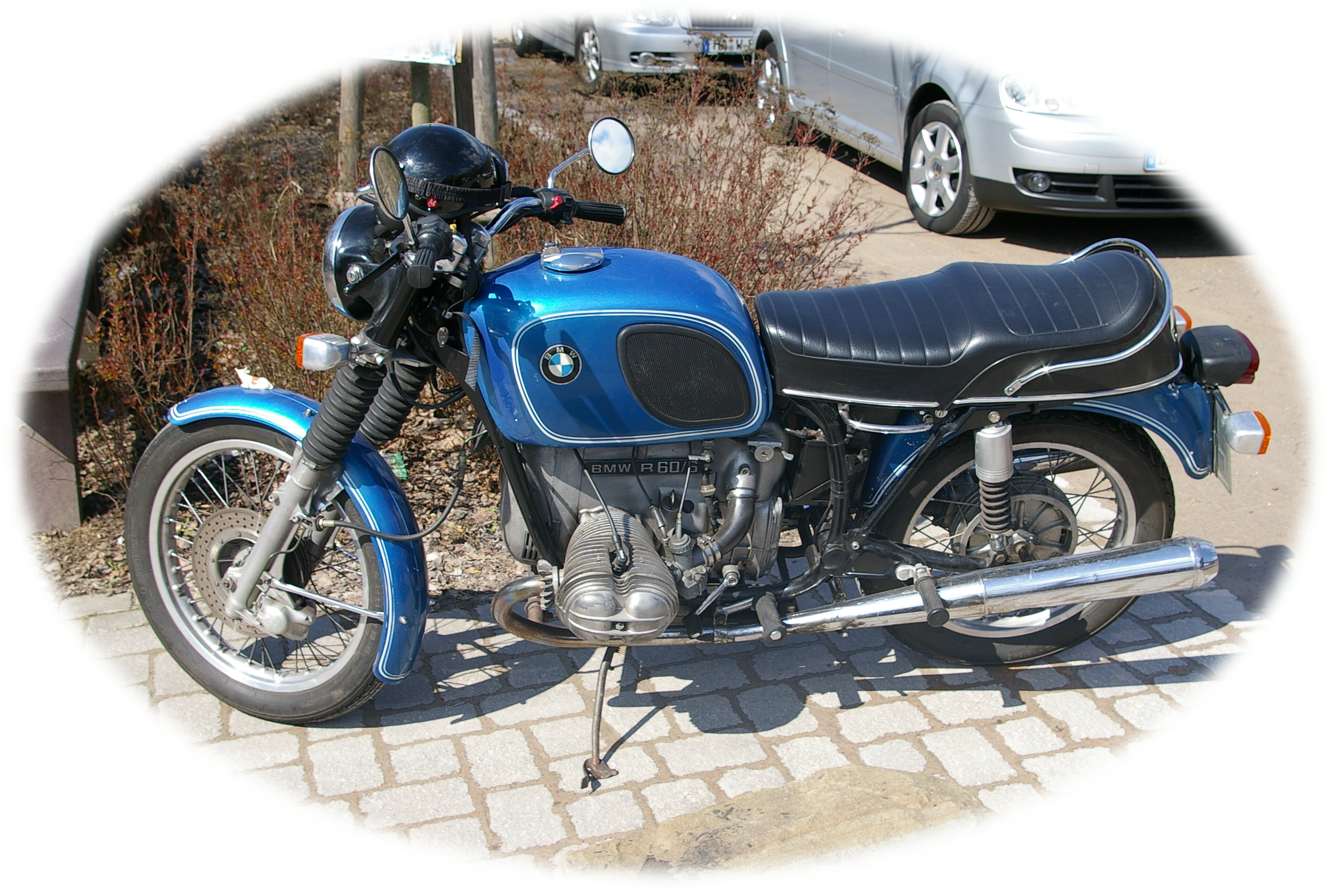
R 60/6
R 75/6
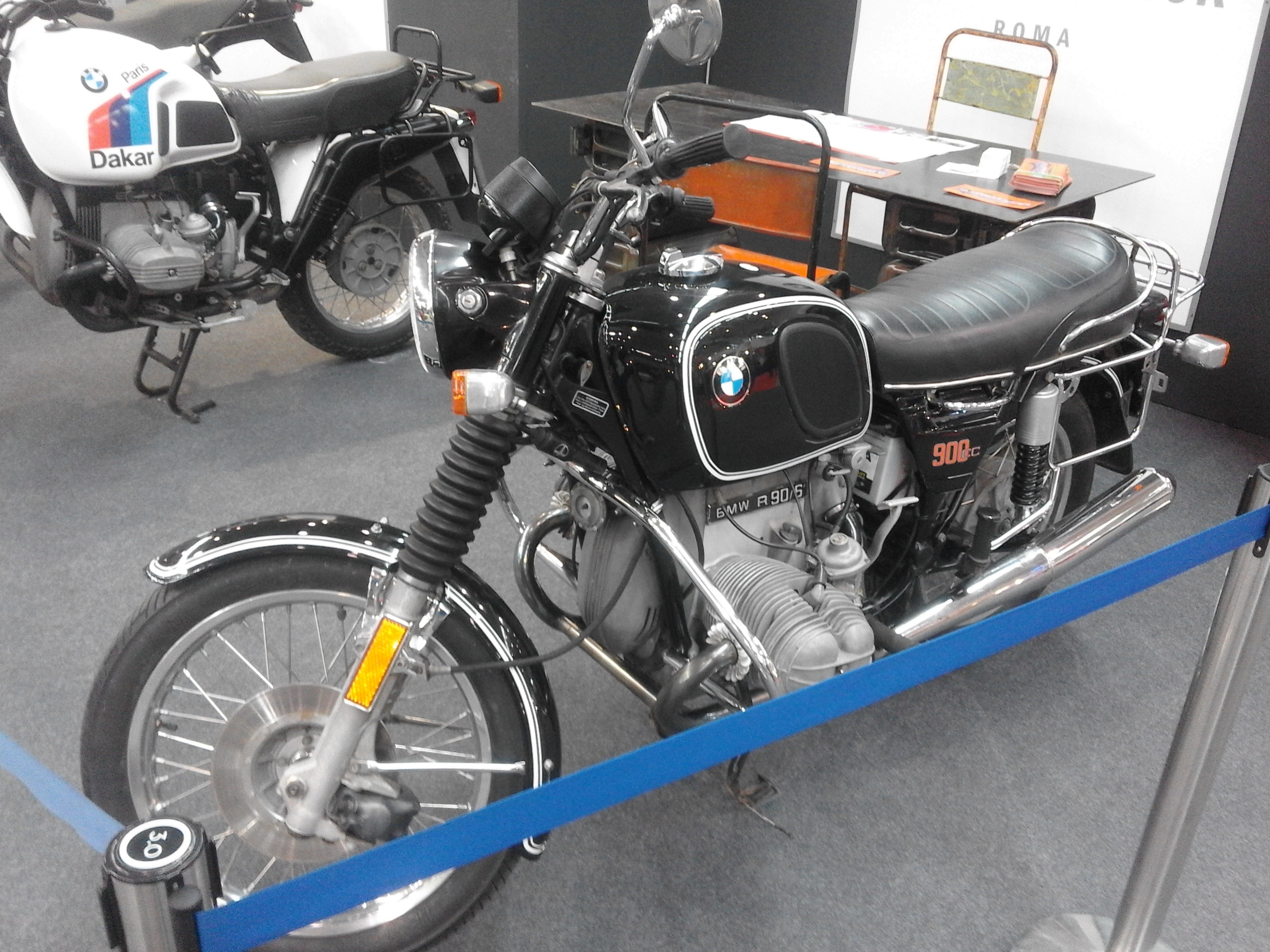
R 90/6
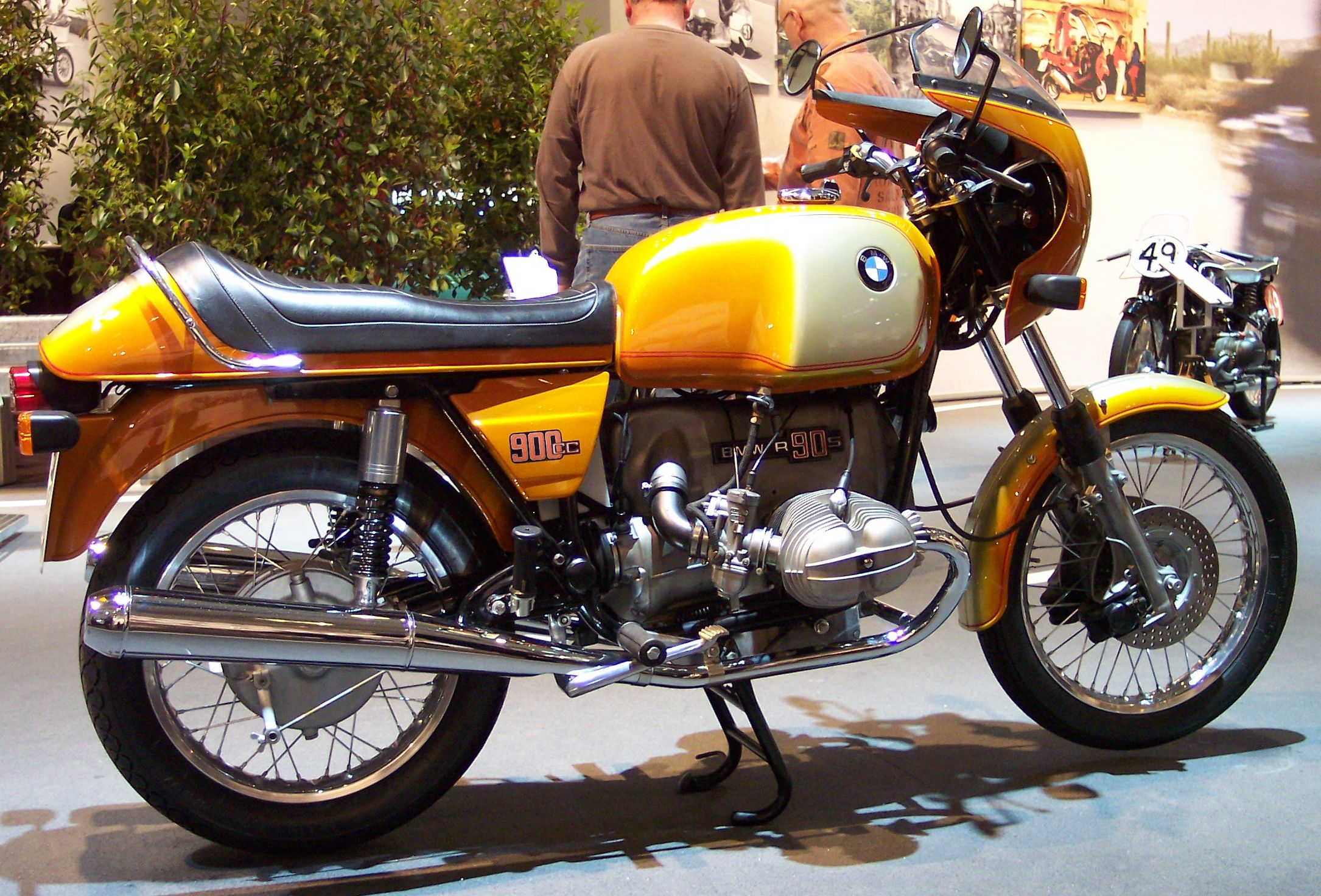
R 90 S

## Technik
Die Getriebe der „Strich-Sechs“-Baureihe hatten erstmals fünf Gänge. Die Kurbelwelle war geändert: Sie ist ab dieser Motorenserie mit Schwermetallstopfen ausgewuchtet, wodurch der Außendurchmesser der Kurbelwelle kleiner und der Ein- und Ausbau erleichtert wird. Die „Strich-Fünf“-Motoren haben an der Kurbelwelle Schmiedestahlgewichte; ihre Kurbelwellen lassen sich nur mit großer Übung durch spezielle Aussparungen des Motorengehäuses ausfädeln. Die Motorengehäuse der 900er Motoren wurden erheblich stabiler, nachdem sich im Versuch mit dem Vormodell herausgestellt hatte, dass das alte Gehäuse die höheren Kräfte größerer Zylinder nicht mehr trug.
Um den gegenüber den Vorgängern gesteigerten Fahrleistungen gerecht zu werden, erhielten die 900er und 750er Modelle erstmals eine vordere Scheibenbremsanlage (Schwenksattelbremse von ATE, eine ungewöhnliche Variante der Faustsattelbremse). Ein Bowdenzug betätigt bei den Maschinen mit Scheibenbremsen den Hauptbremszylinder unter dem Kraftstofftank. Von dort führen Hydraulikleitungen zu den Bremssätteln. Nur die R 60/6 hatte serienmäßig noch eine vordere Duplex-Trommelbremse. Kaum einer aber beließ sie, sondern bestellte beim Kauf gleich eine Scheibenbremse. Daher sind heute originale R 60/6 mit Trommelbremse eine Rarität. Ebenso erhielten viele der kleineren Modelle gleich die Doppelscheibenbremse der R 90 S; denn das nachträgliche Umrüsten auf zwei Bremsscheiben ist sehr aufwendig, da das Tauchrohr auf der „bremsfreien“ Seite nicht zur Aufnahme des zweiten Bremssattels vorbereitet ist und deshalb ausgetauscht werden müsste. Die Hinterradbremse wird mit einem Fußhebel mechanisch betätigt.
Alle Modelle haben einen Doppelschleifen-Rohrrahmen und Kardanantrieb zum Hinterrad. Gegenüber der „Strich-Fünf“-Baureihe (1969–1972) war der Radstand, wie schon bei den 1973er /5-Modellen, um 80 mm auf 1465 mm verlängert worden, was zum einen die Lastwechselreaktionen des Kardanantriebs etwas abschwächte und zum anderen den Einbau einer größeren Starterbatterie ermöglichte.
Das Motorrad beschleunigt in 4,8 Sekunden von 0 auf 100 km/h und erreicht eine Höchstgeschwindigkeit von 200 km/h.

## Allgemeines
Die R 90 S hatte als erstes Serienmotorrad der Welt eine schnittige, lenkerfeste Cockpit-Verkleidung aus glasfaserverstärktem Kunststoff und einen Heckbürzel. Sie wurde serienmäßig zunächst nur in Rauchsilber und ab 1975 zusätzlich in Daytona-Orange angeboten. Designer auch dieser BMW war Hans A. Muth.
Im Herbst 1976 wurde die R 90 S von den Modellen R 100 S bzw. R 100 RS abgelöst. In der neuen „Strich-Sieben“-Reihe gab es noch die R 100/7, R 75/7 (1977 durch die R 80/7 ersetzt) sowie die R 60/7.

## Technische Daten
|                              | R 60/6                  | R 75/6                | R 90/6                | R 90 S                           |
| ---------------------------- | ----------------------- | --------------------- | --------------------- | -------------------------------- |
| Stückzahl                    | 13.511                  | 17.587                | 21.097                | 17.465                           |
| Bremse vorn                  | Duplex-Trommel          | eine Scheibe          | eine Scheibe          | zwei Scheiben                    |
| wahlweise                    | eine oder zwei Scheiben | zwei Scheiben         | zwei Scheiben         | ~                                |
| Bremse hinten                | Simplex-Trommel         | Simplex-Trommel       | Simplex-Trommel       | Simplex-Trommel                  |
| Vergaser                     | Bing-Schieber 26er      | Bing-Gleichdruck 32er | Bing-Gleichdruck 32er | Dell’Orto-Schieber 38er          |
| Bohrung (mm)                 | 74                      | 82                    | 90                    | 90                               |
| Hub (mm)                     | 70,6                    | 70,6                  | 70,6                  | 70,6                             |
| Hubraum (cm³)                | 595                     | 745                   | 898                   | 898                              |
| Leistung (kW/PS)             | 30 / 40                 | 37 / 50               | 44 / 60               | 49 / 67                          |
| Höchstgeschwindigkeit (km/h) | 167                     | 177                   | 188                   | aufrecht sitzend 195 liegend 200 |
| Leergewicht (kg)             | 210                     | 210                   | 210                   | 215                              |
| Gesamtgewicht (kg)           | 398                     | 398                   | 398                   | 398                              |
| Radstand (mm)                | 1465                    | 1465                  | 1465                  | 1465                             |
| Tankinhalt (l)               | 18 oder 24              | 18 oder 24            | 18 oder 24            | 18 oder 24                       |
| Preis 1973 (DM)              | ~                       | ~                     | 7150                  | 8510                             |

## Kritiken
„Der neue Motor mit dicken 90er-Kolben leistete satte 67 PS und war damit in Sachen Leistung endlich auf der Höhe der Zeit. Und das mit nur zwei Zylindern und einer VW-Käfer-Ventilsteuerung via Stoßstangen und Kipphebel. Wenn man heute so eine R 90 S betrachtet, kommt man ins Grübeln. BMW konnte tatsächlich einmal schlanke, reduzierte Maschinen bauen. Klar und weich die Linie, beinahe schon zierlich der Motor, Gabel und zwei Federbeine, das tut es eigentlich auch.“

„Öldämpfe verschmutzen das Luftfilterelement, das häufig ersetzt werden muss. Probleme gab es zu Beginn der Serie mit dem Getriebe. Das neu entwickelte Getriebe, nun mit fünf Gängen, musste oft getauscht werden. Vor allem im kalten Zustand ertönt ein grausames Krachen aus der Schaltbox und lässt BMW-Neulinge um ein nahes Ende der Getriebezahnräder bangen. Wer von einem modernen Motorrad zügiges Herunterschalten gewöhnt ist, muss auf der R 90 S umdenken. Das mag sie nämlich überhaupt nicht. Solch einen Gewaltakt quittiert sie mit einer deutlich spürbaren unruhigen Hinterhand. Für ausgeprägte Lastwechselreaktionen sorgen die Kardanwelle und die langen Federwege.“

### Bücher
- Hans-Jürgen Schneider: BMW R 45 – R 100 RS ab Baujahr 1976. BLV Auto- und Motorradpraxis, München 1984, ISBN 3-405-12908-7, S. 127.

- Michael Morley, Mike Woollett, Udo Riegel: BMW Motorradklassiker – Von der R 32 bis zur „neuen Generation“. Heel Verlag, Königswinter 2002, ISBN 3-89880-080-6, S. 252.

- Andy Schwietzer, Werner R. Reiss: BMW Boxer alle ab ’5. BMW Zweiventiler von 1969–1985. 1. Auflage. Bodensteiner Verlag, Wallmoden 2006, ISBN 3-9806631-4-0, S. 176.

- Hans-Joachim Mai: 1000 Tricks für schnelle BMWs. 11. Auflage. Motorbuch-Verlag, Stuttgart 1988.

### Zeitschriften
- Nürburgringtest R90S. In: Das Motorrad. Nr. 20. Motor-Presse-Verlag Stuttgart, 1973, ISSN 0027-237X.

- Welche wählen? In: Das Motorrad. Nr. 20. Motor Presse Stuttgart, 5. Oktober 1974, ISSN 0027-237X.

- „Der Widerspenstigen Zähmung“, Langstreckentest BMW R 90 S über 30.000 km. In: Motorrad. Heft 1/1976 vom 10. Januar 1976, Motor-Presse-Verlag Stuttgart.